# جی دولوپر
جی دولوپر نرم‌افزاری رایگان برای محیط یکپارچه توسعه نرم‌افزار است که از سوی اوراکل منتشر و پشتیبانی می‌شود. این محیط توسعه، ویژگی‌های مختلفی مانند جاوا، اکس‌ام‌ال، اس‌کیوال و پی‌ال/اس‌کیوال، اچ‌تی‌ام‌ال، جاوا اسکریپت، بی‌پی‌ایی‌ال و پی‌اچ‌پی را به کاربرانش عرضه می‌نماید. جی دولوپر چرخهٔ کامل تولید نرم‌افزار از زمان طراحی تا کد نویسی، خطایابی و بهینه‌سازی را تا زمان ارائه را فراهم می‌آورد.
اوالکل قصد داشت تا با رارایهٔ جی دولوپر زمینهٔ را برای تمرکز بر ارائه ویژگی‌های بصری را به سادگی فراهم نماید. از طرفی محیط توسعهٔ قدرتمندی را برای کدنویسی ایجاد نماید. اوراکل این نرم‌افزار را با چارچوب توسعه کاربردی اوراکل یکپارچه نمود (این چارچوبی نرم‌افزاری مبتنی بر جاوا سازمانی را برای ساده‌سازی توسعهٔ برنامه‌های کاربردی را ارائه می‌دهد).
هستهٔ اصلی این محیط توسعه ای‌پی‌آی که سایر تیم‌های اوراکل افزونه‌هایی را به کمک آن می‌سازند. بی‌پی‌ال‌ایی، پرتال، بی‌آی و سایر اجزای سکوی اوراکل از زمان طراحی تا پیاده‌سازی از جی دولوپر استفاده نموده‌اند.

## ویژگی‌های
پیش از زمان جی دولوپر ۱۱جی، این محیط در سه نسخه ارائه می‌شود، نسخهٔ جاوا، نسخهٔ جاوای سازمانی و نسخهٔ استودیو. هریک ویژگی‌هایی را ارائه می‌نمایند. جی دولوپر ۱۱جی تنها دارای دو نسخه‌است: استودیو و جاوا. در جیذدولوپر ۱۱جی، ویژگی‌هایی جاوای سازمانی به داخل نسخهٔ استودیو برده‌شده‌است.
فهرستی از ویژگی‌های برتر شامل:
نسخهٔ جاوا
| ویژگی                               | معادل انگلیسی         |
| ----------------------------------- | --------------------- |
| پشتیبانی از جاوای استاندادر نگارش ۵ | Java SE 5 Support     |
| ویرایشگر کد                         | Code Editor           |
| راهیابی کد                          | Code Navigation       |
| اعمال تغییرات                       | Refactoring           |
| سوینگ                               | Swing                 |
| تست واحد                            | Unit Test             |
| کنترل نسخه                          | Version Control       |
| خطایابی                             | Debugging             |
| پروفایل                             | Profiling             |
| واحدها و حسابرسی                    | Audit & Metrics       |
| پشتیبانی از انت                     | Ant Support           |
| پشتیبانی از ماون                    | Maven Support         |
| پشتیبانی از اکس‌ام‌ال                 | XML Support           |
| پشتیبانی از ای‌پی‌آی و افزونه‌ها       | Open API & Extensions |
| کمک به کاربرا                       | User Assistance       |

نسخهٔ جاوا سازمانی
| ویژگی                | متن عنوان                 |
| -------------------- | ------------------------- |
| جی‌اس‌پی               | JSP                       |
| آپاچی اشتاتز         | Apache Struts             |
| جی‌اس‌اف               | JSF                       |
| فساتز                | Facelets                  |
| جابینز حرفه‌ایی       | Enterprise JavaBean       |
| تاپ لینک             | TopLink                   |
| خدمات وب             | Web Services              |
| یوام‌ال               | UML                       |
| پیاده‌سازی پایگاه‌داده | Database Development      |
| استقرار و مدیریت     | Deployment and management |
| هادسون               | Hudson                    |

نسخهٔ استودیو
| متن عنوان                  | متن عنوان               |
| -------------------------- | ----------------------- |
| اتقیاد داده‌ای‌دی‌اف          | ADF Databinding         |
| ای‌دی‌اف فیسز                | ADF Faces               |
| ویرایشگر پوستهٔ ای‌دی‌اف فیسز | ADF Faces Skin Editor   |
| ای‌دی‌اف همراه               | ADF Mobile              |
| اجزا تجاری ای‌دی‌اف          | ADF Business Components |
| ای‌دی‌اف سوینگ               | ADF Swing               |
| استقرار ای‌دی‌اف             | ADF Deployment          |
| ای‌دی‌اف سوینگ               | ADF Swing               |

## تاریخچه
در سال ۱۹۹۸ اولین نسخهٔ جی دولوپر بر اساس اجازه‌نامه جی‌بیلدر، محصویل در بورلند، توسعه داده‌شد. جی دولوپر برای آن‌که کاملاً براساس جاوا نوشته شود، در سال ۱۳۸۰ مورد بازبینی قرار گرفت تا نگارش ۹آی منتشر شود.
نگارش ۱۰جی در واقع نوشدهٔ ۹٫۰٫۵ بود و اولین نمایش از چارچوب توسعه کاربردی اوراکل بود. در سال ۱۳۸۴ اوراکل جی دولوپر به عنوان نرم‌افزار آزاد اعلام و منتشر نمود. در سال ۱۳۸۵، بدون تغییر شماره نسخه و همچنان تحت لوای ۱۰جی، اوراکل نگارش ۱۰٫۱٫۳ را بعد از مدتها تاخیز منتشر نمود.
در آبان ۱۳۸۵ اورامل نگارش ۱۰٫۱٫۳٫۱ را با هدف پشتیبانی از آخرین نگارش ای‌جی‌بی نسخهٔ ۳٫۰ را که مخصوص ای‌بی‌پی‌ال بود ارائه شد.
در بهمن ۱۳۸۶، اوراکل نگارش ۱۰٫۱٫۳٫۲ را در وبینار اوراکل پرده‌برداری نمود که قادر به ایجاد و مصرف پورتلت‌ها، پل پورتلت/جی‌اس‌اف و نیز مخزن محتوای کنترل داده بود.
اوراکل و بیش از ۱۵۰ نفر بر روی نقش‌های مختلفی از محصول کار می‌کردند. افرادی مانند مانند توسعه‌گران، مدیریت توسعه، مهندسی بیمه کیفیت، مهندسان ساخت، مستندات نویسان، مدیران محصول و تبلیغات.
در ۴ مرداد ۱۳۸۸ آخرین نگارش جی دولوپر با شماره ۱۱ و حرف g و نام رمزی بوکسور در دسترسی قرار گرفت
در سال 1393 نسخه 12c را ارائه داده است که امکاناتی نظیر واکنشگرایی به آن اضافه شده‌است.

## اجازه‌نامه
جی دولوپر نرم‌افزار اختصاصی است که به صورت رایگان برای توسعه و استقرار توسعه می‌یابد. اورامل دارای اجازه‌نامه مخصوص برای استقرار و اجرای برنامه خارج از سروهای کاربردی اوراکل است.

## بنگرید به
- اکلیپس
- نتبینز
- جی‌بیلدر

## پیوند
- خانهٔ رسمی جی دولوپر
- جی دولوپر ۱۱جی
- صفحهٔ مشخصات جی دولوپر
- پیش نمایش‌های برخط جی دولوپر
- خانهٔ رسمی ای‌دی‌اف
- اجازه‌نامهٔ اوتی‌ان‌دی‌ال بایگانی‌شده  در ۲۰۰۸-۱۰-۱۵ توسط Wayback Machine